# ローレン・レスター
ローレン・レスター（Loren Lester、1960年10月4日 - ）は、アメリカ合衆国の俳優。

## 出演作品
- NCIS 〜ネイビー犯罪捜査班 シーズン9
- リンガー 〜2つの顔〜
- ラリーのミッドライフ★クライシス シーズン7
- ギルモア・ガールズ 第5シーズン
- アメリカン・パイ3:ウェディング大作戦
- デビルスピーク